# Єгор’я (Мединський район)
Єгор’я (рос. Егорье) — село в Мединському районі Калузької області Російської Федерації.
Населення становить 92 особи. Входить до складу муніципального утворення Присілок Брюхово.

## Історія
Від 2004 року входить до складу муніципального утворення Присілок Брюхово.

## Населення
| 2002 | 2010 |
| ---- | ---- |
| 117  | ↘92  |